# Cercomela
Cercomela es un género obsoleto de aves paseriformes de la familia Muscicapidae. A partir de la versión 2.10 (de 2011) desapareció de la clasificación de referencia del Congreso Ornitológico Internacional al repartirse sus especies entre los géneros Oenanthe, Emarginata y Pinarochroa. Este cambio se basó en el trabajo de Outlaw et al. (2010).

## Especies
Contenía las siguientes especies:
- Cercomela sinuata
- Cercomela schlegelii
- Cercomela fusca
- Cercomela tractrac
- Cercomela familiaris
- Cercomela scotocerca
- Cercomela dubia
- Cercomela melanura
- Cercomela sordida